# Cosmiometra conifera
Cosmiometra conifera is een haarster uit de familie Thalassometridae.
De wetenschappelijke naam van de soort werd in 1890 gepubliceerd door Clemens Hartlaub.